# Șevcenkove, Obuhiv
Șevcenkove (în ucraineană Шевченкове) este un sat în comuna Kopaciv din raionul Obuhiv, regiunea Kiev, Ucraina.

## Demografie
Componența lingvistică a localității Șevcenkove
     Ucraineană (92%)
     Rusă (8%)
Conform recensământului din 2001, majoritatea populației localității Șevcenkove era vorbitoare de ucraineană (92%), existând în minoritate și vorbitori de rusă (8%).